# Parce que je t'aime, mon enfant
Parce que je t'aime, mon enfant est une chanson co-écrite et interprétée à l'origine par Claude François. Elle est initialement parue en décembre 1970 sur son album Si douce à mon souvenir.

## Version anglaise
La chanson a été adaptée en anglais par Bill Martin et Phil Coulter. L'adaptation a été enregistrée par l'acteur irlandais Richard Harris en 1971 et ensuite par Elvis Presley en 1973.

## Autres versions
Il existe aussi des versions en allemand (Ich hab' im Leben nichts bereut) et en néerlandais (Mijn zoon et Mijn kind).
De plus, il existe encore une autre chanson en français basée sur Parce que je t'aime, mon enfant. Elle est intitulée Ma mélodie te chante amour et est interprétée par Adya (de) avec Manuel Palomo.

### Classements

#### Ma mélodie te chante amourd'Adya & Manuel Palomo
| Classement (2013)               | Meilleure position |
| ------------------------------- | ------------------ |
| Belgique (Flandre Ultratip 100) | 37                 |

#### Mijn kindde Hugo Becks
| Classement (2017)                      | Meilleure position |
| -------------------------------------- | ------------------ |
| Belgique (Flandre Ultratop 50 Singles) | Tip                |